# Flagge Benins

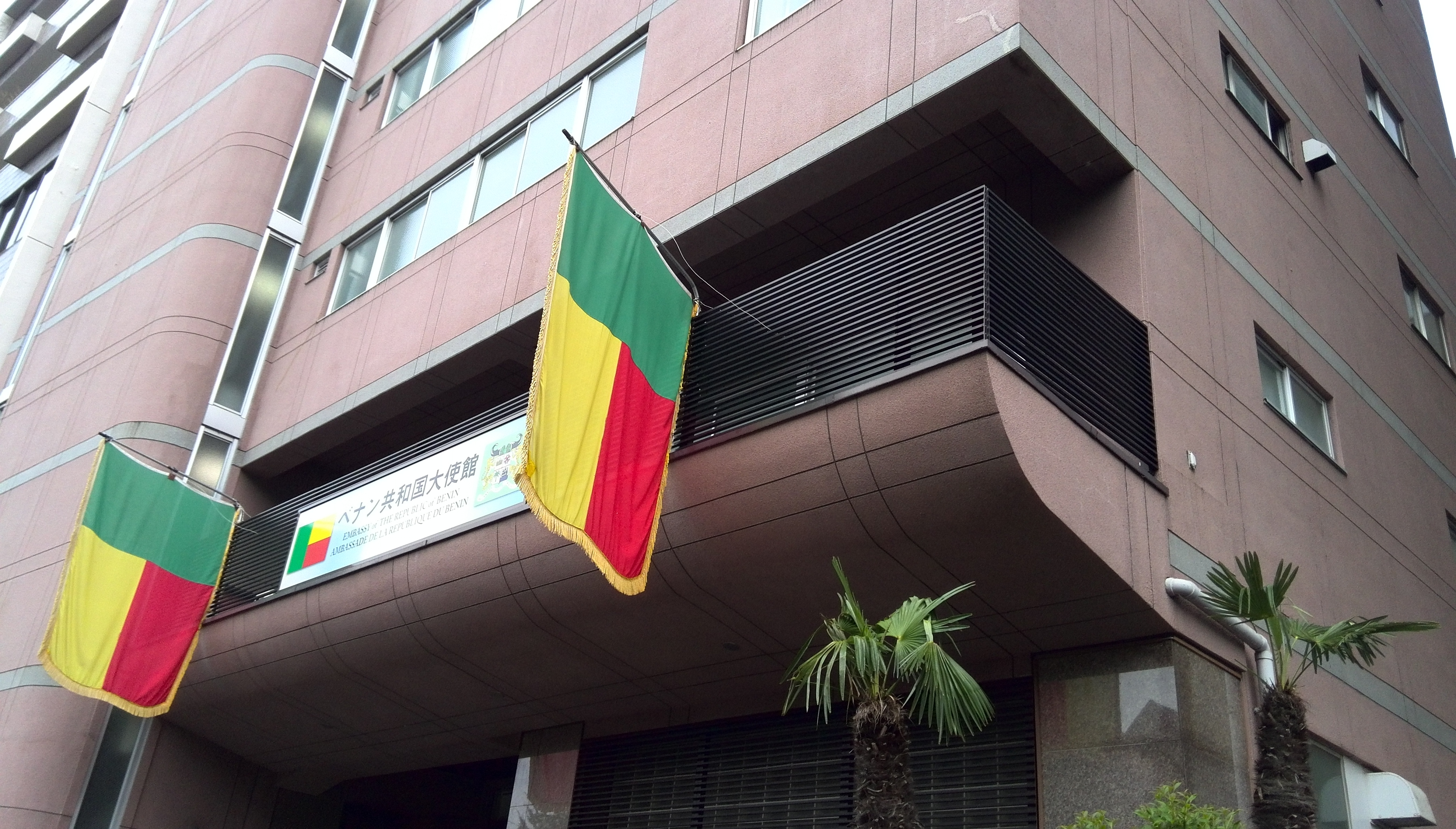
Flagge Benins an der Botschaft in Tokio

Die Flagge Benins wurde am 4. Dezember 1958 als Flagge des damaligen, von Frankreich autonom gewordenen Dahomey eingeführt.

## Bedeutung
Die Farben sind die traditionellen Panafrikanischen Farben, Grün symbolisiert dabei Hoffnung, Gelb Wohlstand und Rot Mut. Anders interpretiert repräsentiert Grün den fruchtbaren Süden, Gelb die Savannen im Norden, Rot das Land und das von früheren Generationen vergossene Blut.

## Geschichte
Bereits vor der Eroberung der Region durch Frankreich verwendeten die Könige von Dahomey Flaggen. König Ghezo (1818 bis 1858) führte eine weiße Flagge mit einem gekrönten Elefanten und roter Umrandung. König Béhanzin (1889 bis 1892) hatte eine hellblaue Flagge mit gelben Schild auf dem ein grauer Hai, ein weißes Ei und Stoßzähne, eine grüne Palme, hellgrüne Schlangen und ein weißes Band zu sehen waren. Diese Flagge wurde von den Franzosen am 18. November 1892 erbeutet.
Die heutige Flagge wurde bereits nach der Unabhängigkeit 1960 beibehalten. Nach dem Putsch durch Mathieu Kérékou wurde das Land 1975 in Benin umbenannt. Auch die Flagge wurde gemäß dem neuen marxistisch-leninistischen Regierungssystem und nach dem Vorbild der Parteiflagge geändert. Sie bestand aus einem grünen Tuch und einem fünfzackigen roten Stern in der Gösch. Das Grün symbolisierte den Agrarstaat Benin, der rote Stern Revolution, Sozialismus und nationale Einheit.
Nach dem Ende der kommunistischen Regierung wurde am 1. August 1990 die alte Flagge wieder eingeführt.

Flagge von König Ghezo
2:3  Flagge des Benin, 1975 bis 1990
Revolutionäre Volkspartei Benins
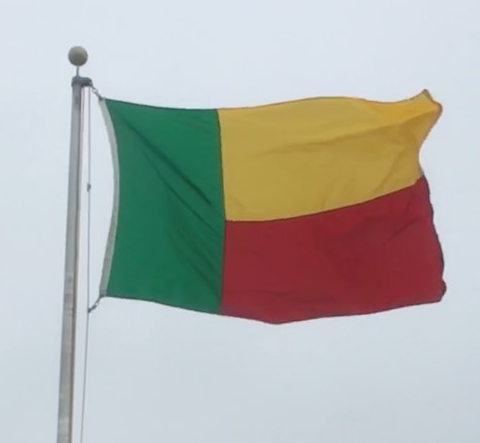
Flagge des Benin